# Овсяница Беккера
Овсяница Беккера (лат. Festuca beckeri) — вид многолетних травянистых растений рода Овсяница (Festuca) семейства Злаки (Poaceae).

## Распространение и экология
Ареал включает в себя территорию Дании, Финляндии, Швеции, Германии, стран Восточной Европы, Казахстана. На территории России растение встречается в европейской части, на Кавказе, умеренном климате Западной и Восточной Сибири.
Произрастает на песчаных солоноватых почвах степной и полустепной зоны. 

## Ботаническое описание
Стебли тёмные, серо-зелёные, высотой 30—60 см, сверху опушенные.
Листья проволоковидные, большей частью гладкие.
Метёлка шероховатая. Колоски серо-зелёные, длиной 5—6 мм, 4—6 цветковые.

## Значение и применение
На пастбище и в сене отлично поедается всеми видами домашних животных, но лучше лошадьми и овцами. Лучше всего поедается до цветения, затем грубеет и засыхает. Осенью вторично начинает стравличаться за счет отрастания новых листьев.

## Классификация

### Таксономия
Вид Овсяница Беккера входит в род Овсяница (Festuca) семейства Злаки (Poaceae) порядка Злакоцветные (Poales).
|  |                                      |  |                                                             |                                                             |                 |  | ещё 17 семейств (согласно Системе APG II) | ещё 17 семейств (согласно Системе APG II) |                      |  |  |  | ещё около 300 видов |
|  |                                      |  |                                                             |                                                             |                 |  | ещё 17 семейств (согласно Системе APG II) | ещё 17 семейств (согласно Системе APG II) |                      |  |  |  | ещё около 300 видов |
|  |                                      |  |                                                             | порядок Злакоцветные                                        |                 |  |                                           |                                           | род Овсяница         |  |  |  |                     |
|  |                                      |  |                                                             | порядок Злакоцветные                                        |                 |  |                                           |                                           | род Овсяница         |  |  |  |                     |
|  | отдел Цветковые, или Покрытосеменные |  |                                                             |                                                             | семейство Злаки |  |                                           |                                           | вид Овсяница Беккера |  |  |  |                     |
|  | отдел Цветковые, или Покрытосеменные |  |                                                             |                                                             | семейство Злаки |  |                                           |                                           |                      |  |  |  |                     |
|  |                                      |  | ещё 44 порядка цветковых растений (согласно Системе APG II) | ещё 44 порядка цветковых растений (согласно Системе APG II) |                 |  |                                           | ещё около 600 родов                       | ещё около 600 родов  |  |  |  |                     |
|  |                                      |  |                                                             | ещё 44 порядка цветковых растений (согласно Системе APG II) |                 |  |                                           |                                           | ещё около 600 родов  |  |  |  |                     |

### Подвиды
В рамках вида выделяют ряд подвидов:
- Festuca beckeri subsp. beckeri — Овсяница Беккера
- Festuca beckeri subsp. polesica (Zapal.) Tzvelev — Овсяница полесская
- Festuca beckeri subsp. sabulosa (Andersson) Tzvelev — Овсяница дюнная